# Friluftsteater

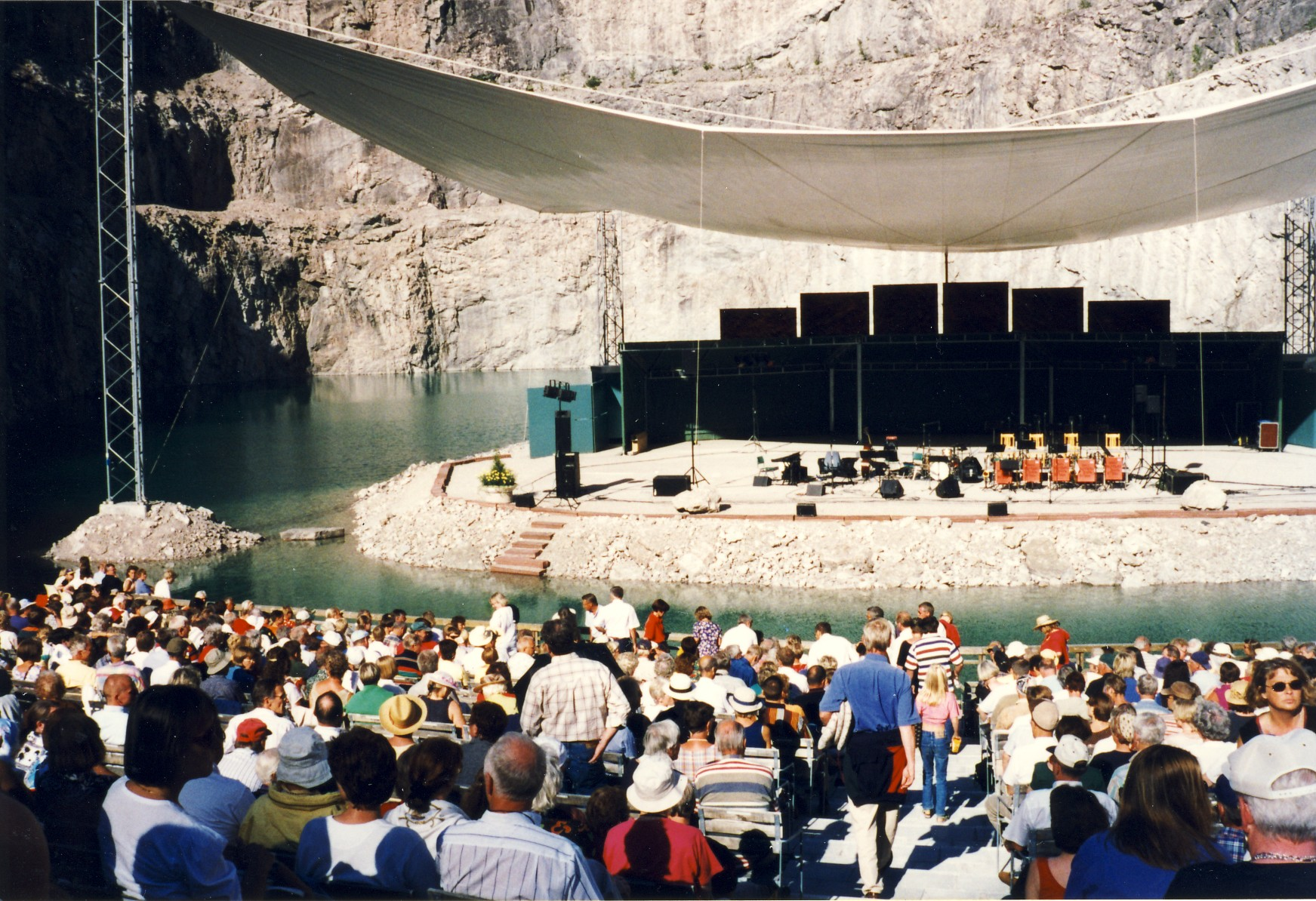
Dalhalla på sommaren 1997

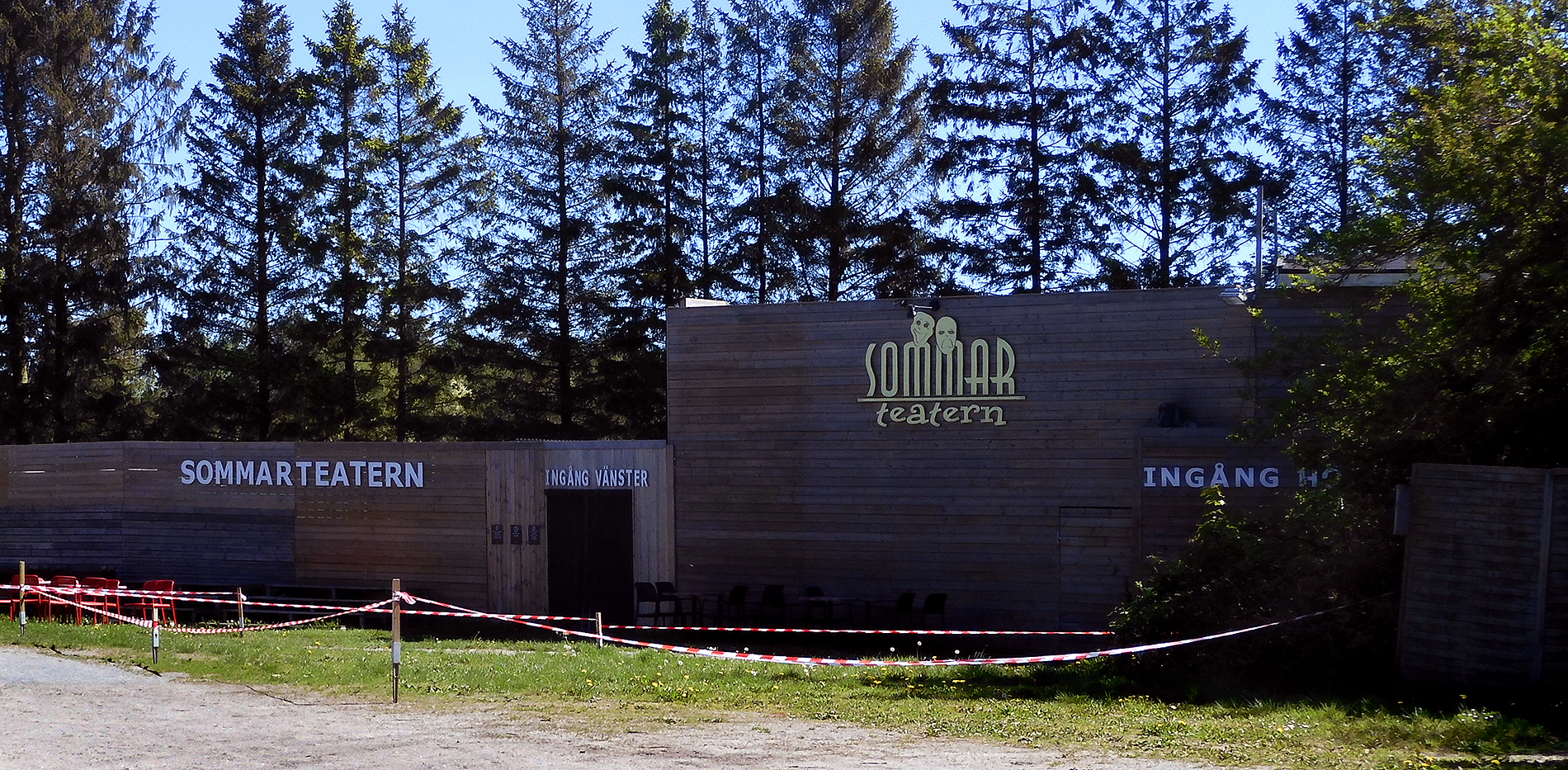
"Sommarteatern" är en friluftsteater i Ystad.

En friluftsteater eller friluftsscen, även kallad utomhusspel, är en teater med scen och åskådarplatser utomhus i det fria. Många bygdespel uppförs under fri himmel och en sorts friluftsteater.

## Historik
Friluftsteatrar fick sitt genombrott i många europeiska länder i slutet av 1800-talet under den nationalromantiska epoken. I parker är åskådarplatserna ibland anordnade som i en amfiteater och ibland har scenen ett enkelt väderskydd, som i Dalhalla, men oftast är både skådespelarna och publiken utsatta för vädrets makter. 
Den första friluftsscenen i Sverige öppnade på Skansen 1895 och hette kort och gott Skansenteatern. År 1905 började friluftsuppträdanden i Folkparker. På sommaren 1919 invigdes Tantolundens friluftsteater i Tantolunden i Stockholm. Teatern hade plats för 1400 åskådare (nedlagd 1961). Den hade sällskap av Vanadislundens friluftsteater, Klippans teater m.fl. I Stockholm introducerades Parkteatern 1942 som uppträder på många friluftsscener i stadens parker. Friluftsteatern i Hägersten blev färdig 1961 och har plats för 4000 besökare.

## Exempel på kända friluftsteatrar i Europa

### England
- Open Air Theatre i Regent's Park i London öppnade 1932 och rymmer 1 200 platser. Här uppförs bland annat En midsommarnattsdröm, Så tuktas en argbigga och Macbeth av William Shakespeare.

### Tyskland
- Freilichtbühne Kalkbergstadion bei Bad Segeberg i Nordtyskland, här spelas varje sommar Karl-May-Spiele, det är tyska västern efter Karl Mays romaner. En bergvägg i bakgrunden bildar en naturlig kuliss.

### Sverige
- Braunerhielmska Friluftsteatern på Rademachersmedjorna i Eskilstuna startade 1969
- Fredriksdals friluftsteater i Helsingborg, där Nils Poppe satte upp operetter och farser varje sommar mellan 1966 och 1993. Sedan 1994 är Eva Rydberg teaterdirektör. Varje sommar lockar teatern över 50 000 personer.
- Dalhalla i Dalarna är en friluftsteater för teater-, konsert- och operauppföranden i ett gammalt kalkbrott i närheten av Rättvik som började sin verksamhet 1993. Dalhalla är känd för sin fina akustik.
- Vitabergsparken i Stockholm uppfördes 1954 som under sommaren används av den kommunala Parkteatern. TV-programmet Carl-Anton i Vita Bergen med Carl Anton Axelsson sändes somrarna 1981-1995 från Vitabergsparkens friluftsscen.
- Hågelbyparkens teaterplatå, Tumba utanför Stockholm
- Romateatern i Roma klosterruin på Gotland.
- Pildammsteatern i Malmö
- Vallarnas friluftsteater i Falkenberg
- Arnljotlägden på Frösön i Jämtland, byggdes av Wilhelm Peterson-Berger 1935, och varje sommar sätter Teaterföreningen Arnljotspelen upp  Arnljot (Peterson-Berger) som taldrama.

## Bilder

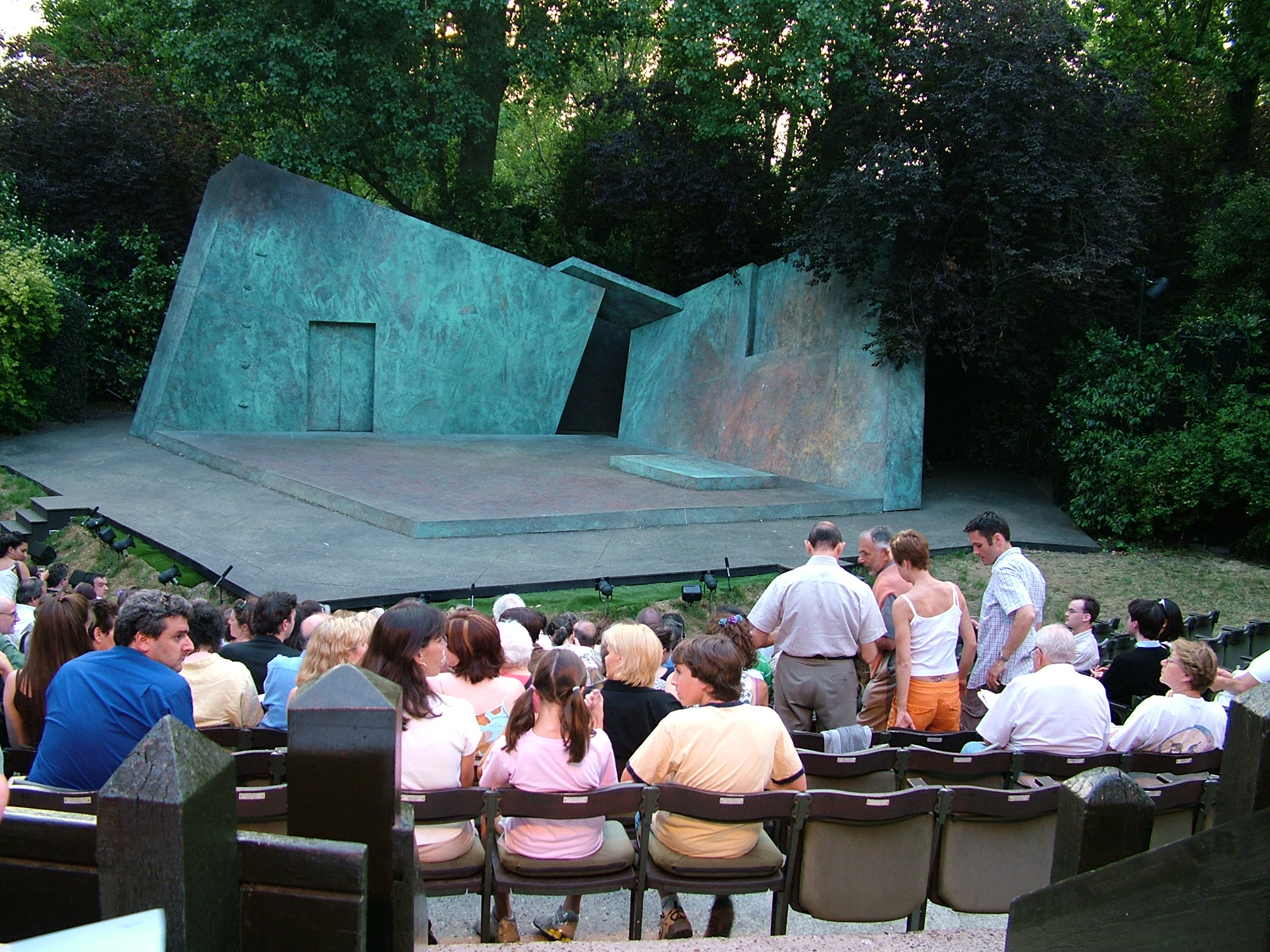
Open Air Theatre Regent's Park
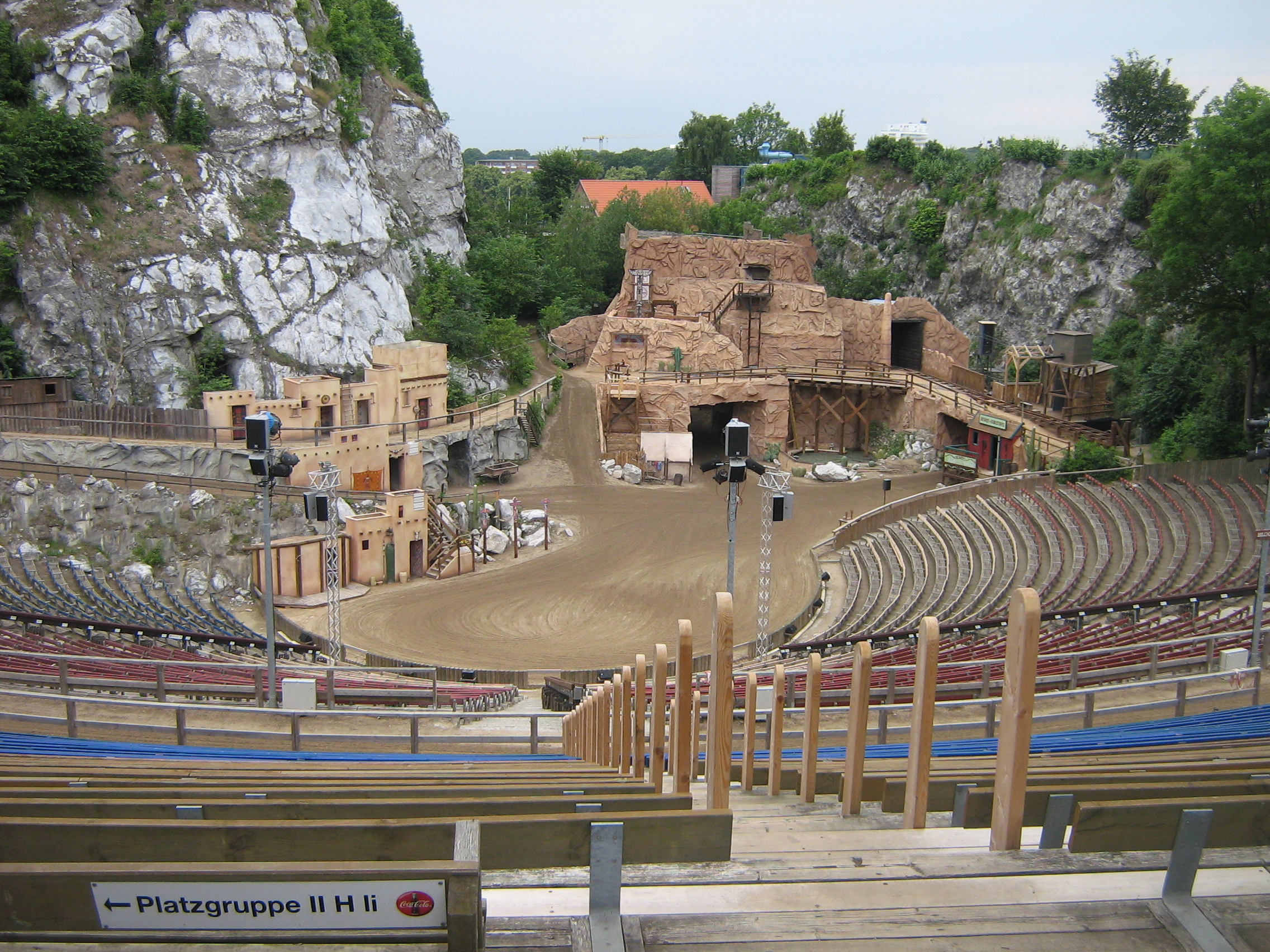
Kalkbergstadion, Tyskland
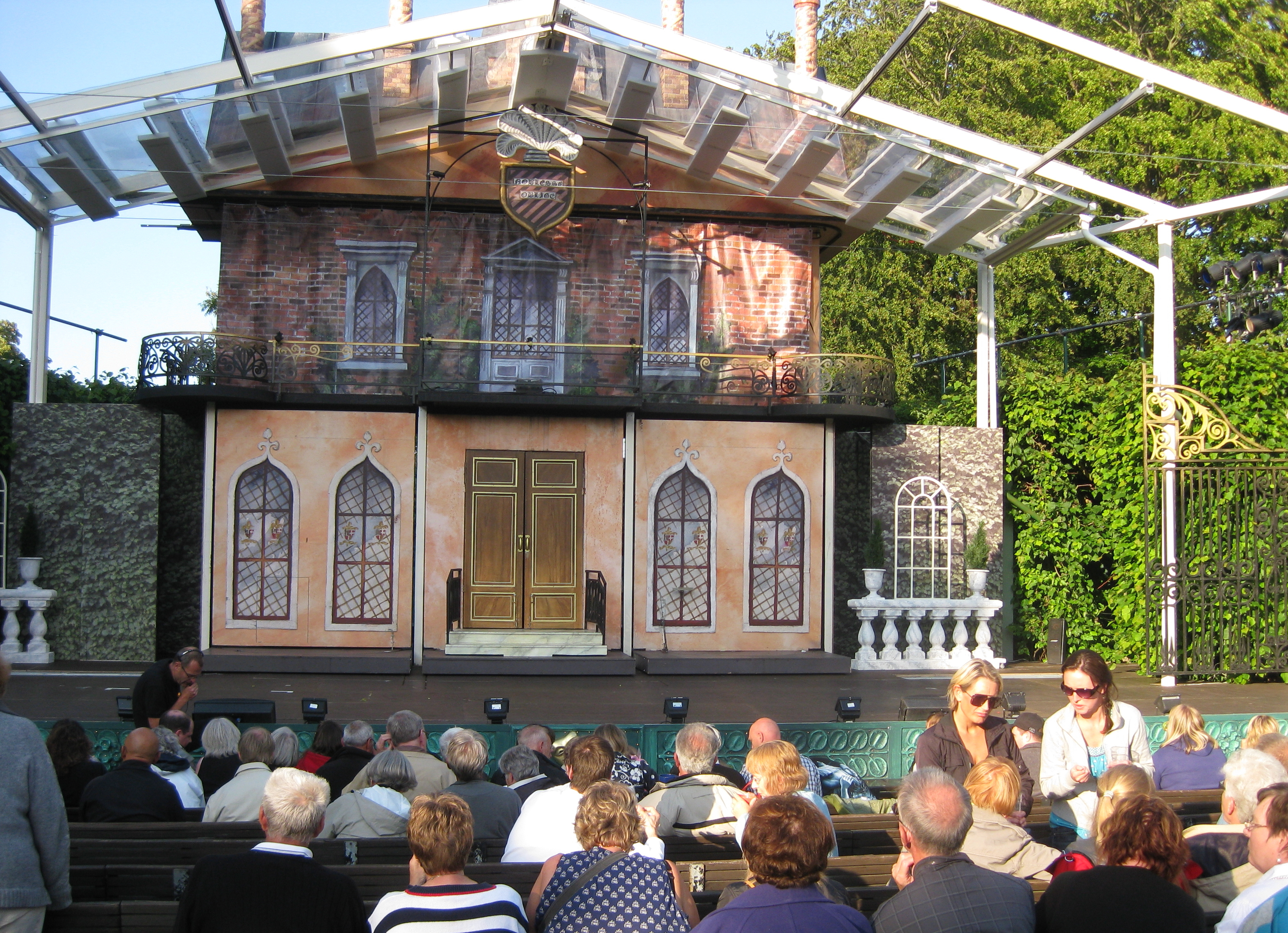
Fredriksdalsteatern
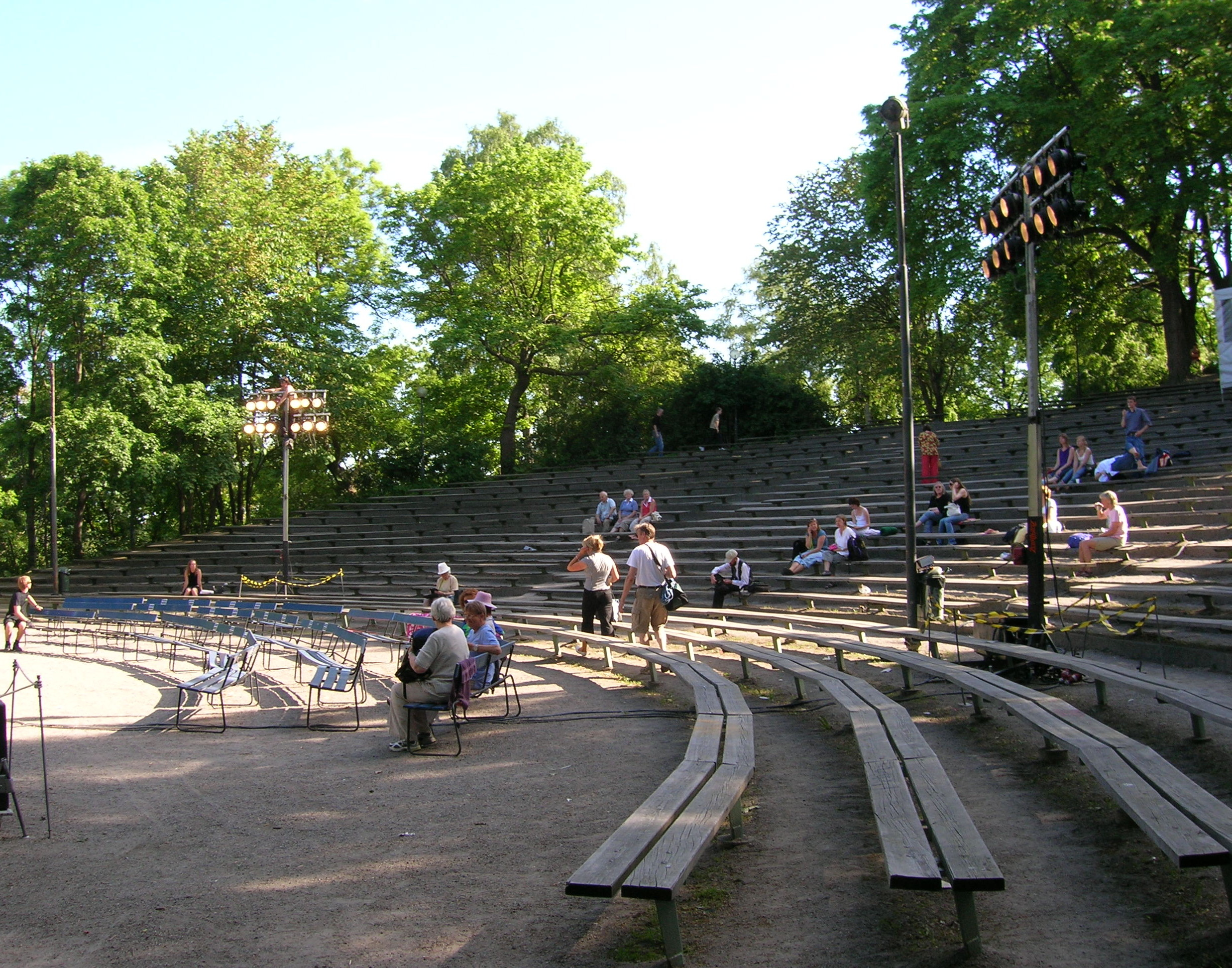
Vitabergsparkens friluftsteater
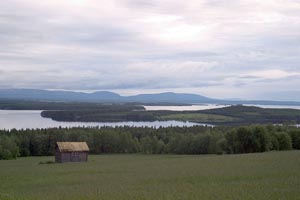
Arnljotlägden Frösön

### Fotnoter
1. ↑  ”friluftsteater - Uppslagsverk”. www.ne.se. https://www.ne.se/uppslagsverk/encyklopedi/l%C3%A5ng/friluftsteater. Läst 20 maj 2024.
2. ↑  Asker, Bertil (1986). Stockholms parker : innerstaden. Monografier utgivna av Stockholms stad, Stockholms tekniska historia 2 (1). Stockholm: Liber Förlag. Libris 513277. ISBN 91-38-90732-1sida 187 och 240

### Allmänna källor
- Bonniers lexikon, 1994, band 6, sida 202